# Poiana Stampei
Poiana Stampei é uma comuna romena localizada no distrito de Suceava, na região de Bucovina. A comuna possui uma área de 180.76 km² e sua população era de 2270 habitantes segundo o censo de 2007.